# 陳震 (光緒進士)
陳震（?—?），字仲起，福建閩縣人，清朝政治人物、進士出身。
光緒三十年，會試第5名；殿試登進士二甲第18名，后以分部主事学习。中华民国成立后，1918年7月，担任安福国会福建省众议院议员。